# 祖魯族
祖鲁族  是非洲的一个民族，約1100萬人口，主要居住於南非的夸祖鲁-纳塔尔省。他們所使用的語言是祖鲁语，属于班圖語支。祖鲁王国是十九世紀南非的历史中的一個重要角色。种族隔离下，祖魯人被列為二等公民，並受到嚴重的歧視；現在的南非，祖魯是人口最多的種族，與其他南非人民享有相同的權利。

## 历史

### 王国

#### 祖魯王國在夏卡統治下的崛起
夏卡·祖魯是祖魯首領辛贊格科納的私生子。他大約出生於1787年。他與母親（南迪）被辛贊格科納放逐，二人逃難到姆提特瓦（Mthethwa）。夏卡成為姆特瓦首領丁吉斯瓦約麾下的戰士。於辛贊格科納死後，丁吉斯瓦約協助夏卡成為祖魯首領。兩族成為盟友，並肩作戰。丁吉斯瓦約後來被恩德万德韦首領兹威德殺死。姆特瓦併入祖魯，接受夏卡的統治。
夏卡繼續推行丁吉斯瓦約生前的軍事改革，成立團隊體制，採取標準戰略，對士兵實行鐵腕統治，並運用策略擴大祖魯的版圖。他進攻並征服了祖鲁兰地區的多個部落，建立了祖魯王國。祖魯族在這時成為圖蓋拉河及蓬戈拉河（Pongola River）之間的一大部族。這一個的擴張，迫使很多祖魯蘭地區內的部落遷徙，史稱姆费卡内（又名棄土運動）。這個過程中亦發生過多次的內部鬥爭，史稱祖鲁内战。

#### 丁岡的血腥篡位
丁岡與Mhlangana密謀殺害兄長夏卡（三人為同父異母兄弟），在先後進行了至少兩次的暗殺行動後，終於將夏卡殺死。
夏卡遇害後，丁岡殺死了與他合謀的Mhlangana，成功篡位，登上了國王寶座。他繼位後首先處決了幾位王族親戚。隨後幾年，丁岡為了穩坐王位，他陸續處決了多名夏卡的支持者。
丁岡的另一個同父異母兄弟姆潘德被視為過於懦弱，不足為懼，因此，在整個血腥篡位的行動中，成為其一倖存的人。

#### 與移民先驅的衝突及姆潘德的繼位
1837年10月，移民先驅（Voortrekker）領袖彼得·雷蒂夫（Piet Retief）前往丁岡的村落談判有關移民先驅與祖魯族的土地分配問題。在11月，大約1,000輛移民先驅的四輪馬車，由奥兰治自由邦，取道龍山山脈（Drakensberg），抵逹現稱的誇祖魯-納托爾省。
丁岡要求雷蒂夫歸還其隊伍先前偷去的牛隻。於1838年2月3日，雷蒂夫將牛隻交還。翌日，雙方簽定條約，丁岡將圖蓋拉河南部至Mzimvubu River的土地割讓給移民先驅。一連串的慶祝活動開始。在2月6日，慶祝的最後一日，雷蒂夫的隊伍被邀請前往舞會，並要求他們將馬車隊留下。在舞會的中段，丁岡忽然站立並高呼"Bambani aba thakathi!"（祖魯語，謂“殺死那些巫師”）。雷蒂夫及其同行即時被制服，並帶到kwaMatiwane山處決。他們被殺的原因相信是他們扣留了部份本應需歸還牛隻，因此觸怒丁岡。
丁岡的軍隊其後攻擊移民先驅的營地，約500名移民先驅的男女及小孩全部被屠殺，無一倖免。血腥屠殺發生的地點，現時被命名為韋納（Weenen）（荷蘭語，謂“哭泣”）。
其他移民先驅的成員投選了安德列斯·普利托里奧斯為新的領袖。1838年12月16日，丁岡出兵攻擊位於血河（Blood River）河岸的移民先驅，比勒陀烏斯率領470名移民先驅的成員，以多輛四輪車排列成一個方陣，抵抗兵數達1萬至2萬人的祖魯軍隊。比勒陀烏斯的方陣戰略取後重大的成功，約3,000名祖魯士兵戰死，只有3名移民先驅成員受傷，無人戰死。這次戰役，史稱“血河之戰”（Battle of Blood River）。
戰敗之從，丁岡燒毀他的王府，並逃往北方。姆潘德（由於被丁岡視為懦弱而倖存的同父異母兄弟）率領17,000支持者背叛丁岡，並聯合比勒陀烏斯及移民先驅向丁岡宣戰。丁岡最後於現時的史瓦濟蘭邊境被刺殺。姆潘德取代丁岡，成為祖魯國王。

#### 塞奇瓦約的繼位
丁岡死後，1839年，由比勒陀烏斯統領的移民先驅，成立了納塔利亞共和國，位於Thukela以南，及當時的英國殖民地納塔爾港（今德班）西部。
姆潘德與比勒陀烏斯維持和平關係。但1842年，英國與布爾人爆發戰爭，娜塔莉亞共和國被英國吞併。姆潘德轉向與英國結盟，維持友好關係。
1843年，姆潘德下令剷除所有王國內的異己，或懷疑是異己的人員。結果無數人被殺，數以千計的人逃難至當時由英國管治的誇祖魯-納托爾省。 許多難民帶同他們的牛隻逃難。姆潘德於一帶範圍搜捕，並於1852年入侵史瓦濟蘭。英國後來介入，迫使姆潘德撤出。
同一時期，姆潘德的兩個兒子塞奇瓦約及Mbuyazi為爭取繼承王位而發生爭端。1856年，Mbuyazi被兄長塞奇瓦約殺死。塞奇瓦約計劃篡奪父親的政權。最後於1872年，姆潘德年老逝世，塞奇瓦約繼位。

### 王國的沒落

#### 英祖戰爭
1878年12月11日，英國駐南非殖民官員弗里爾（Henry Bartle Frere）向14名代表祖鲁國王塞奇瓦約的祖魯長老發出最後通牒。最後通牒的內容非常苛刻及無理，即時遭到塞奇瓦約斷然拒絕。這份最後通牒是特意設計讓塞奇瓦約拒絕，為英國侵略造就藉口。12月31日，最後通牒期限屆滿，英國軍隊渡過Thukela河，英祖战争正式揭開序幕。戰爭初期，1月22日，祖魯在伊散德尔瓦纳战役中擊敗英國軍隊。戰爭一直持續，終於在7月4日爆發的烏倫迪之役中，英國戰勝祖魯，結束了英祖戰爭。

#### 王國分裂及塞奇瓦約之死
戰敗後一個月，塞奇瓦約被逮捕，並遭放逐到開普敦。英國人採取分而治之的政策，把祖魯國分裂為13個酋長國，各酋長國之間的爭端頻仍，祖魯陷入內戰局面。在1882年，塞奇瓦約獲准前往英國，覲見維多利亞女王及其他重要人物。
1883年，塞奇瓦約被獲准返回祖魯蘭，並恢復其帝位。條件是他不可再挑起爭端，及不可重建軍事制度。塞奇瓦約只獲發還比原先小了很多的領土。隨後，塞奇瓦約在烏倫迪被Usibepu（13個酋長的其中一個，其背後有布爾僱傭兵撐腰）攻擊，塞奇瓦約受傷逃脫。1884年2月，塞奇瓦約逝世（可能是遭毒死），由當時只得15歲的兒子迪尼祖魯繼承王位。

#### 迪尼祖魯及布爾僱傭兵
迪尼祖魯招攬布爾僱佣兵以反擊UZibhebhu，並承諾以土地作為酬勞。這批僱佣兵自稱為“迪尼祖魯的志願兵”(Dinizulu's Volunteers)，由路易·博塔統領。1884年，迪尼祖魯的志願兵擊敗UZibhebhu，獲得了一半的祖魯蘭土地，並成立了自己的共和國。
此事件引起了英國的注意，於1887年，英國吞併了祖魯蘭，祖鲁正式成為英國殖民地。
隨後，迪尼祖魯與敵人發生衝突，英國政府拘捕迪尼祖魯，並控以叛國及公開暴力罪名。1889年，迪尼祖魯被判處監禁於聖赫勒拿島上，刑期為10年。

### 種族隔離時期

#### 夸祖魯黑人家園
在種族隔離下, 英國政府於 夸祖魯建立了黑人家園給祖魯人居住。1970年，班圖斯坦國籍權利法（Bantu Homeland Citizenship Act）將祖魯人列為夸祖魯公民，導致祖魯人喪失了南非國籍及在南非的一切權力。數以百萬計居住於夸祖魯境外的祖魯人被迫遷入夸祖魯境內。
截至1993年，約520萬祖魯人居住於夸祖魯，約200萬居於其他南非地區。
夸祖魯，成立於1970年，由幾片零碎的土地組成。於1994年之前，一直由曼戈蘇圖·布特萊齊（Mangosuthu Buthelezi）擔任首相。
1994年，夸祖魯與納塔爾合併，成為現時的誇祖魯-納塔爾省。

#### 英卡塔（Inkatha）
1975年，布特萊齊創立英卡塔亞夸祖魯（Inkatha YaKwaZulu），是因卡塔自由党（Inkatha Freedom Party）的前身。這個組織表面上是一個反種族隔離運動的組織，但是立場較非洲人国民大会溫和。例如，因卡塔反對武裝抵抗及制裁南非。初時，因卡塔與非洲人国民大会仍保持良好關係，但自1980年代開始逐漸出始分歧。
由於英卡塔的立場較為溫和，所以英卡塔成為唯一獲種族隔離政府承認其代表南非黑人的資格（其他組織，包括非洲國民大會，則被抵制）。因卡塔秘密接受政府的資助及游擊隊戰鬥訓練。

#### 政治暴力衝突
1985年於誇祖魯-納塔爾省，反種族隔離運動的成員之間發生血腥武裝衝突，戰鬥人員手持AK-47自動步槍。這場政治衝突主要是因卡塔及非洲人国民大会之間互相廝殺。暴力衝突一直持續至1990年代。
隨後，第一次全國性選舉的籌備工作展開，黑人獲得投票的權利，非洲人國民大會獲解除抵制。
在接近選舉時期，各單位的支持者為爭奪選區的控制權，暴力行為又再次逐步升級。

## 現代的祖魯人

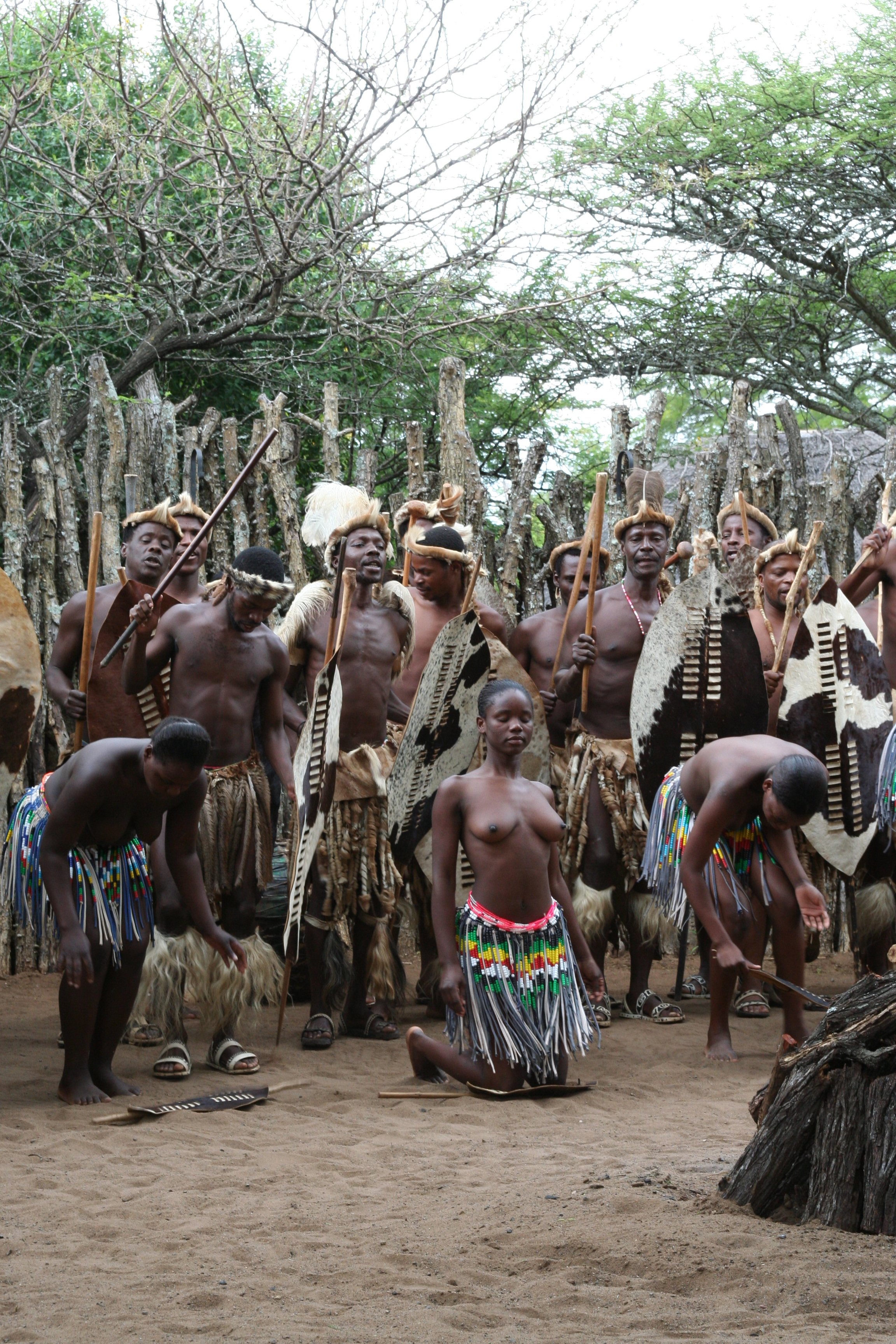
現代的祖魯人在融入現代生活之餘，仍然保有一定程度的昔日傳統。

現代的祖魯人平均地分均於鄉村及城市地區。雖然夸祖魯-納塔爾省依然是他們的主要居住地，但有許多人都遷往經濟較為繁榮的豪登省。事實上，在豪登省最常用的語言就是祖魯語，其次是索托語。在其他地方的祖魯族人，祖魯語仍然是他們最普遍採用的語言，其次是阿菲利加語及英語。
祖魯人在南非政壇上的有著舉足輕重的影響力，南非的現任總統雅各布·祖馬及前任副總統普希莉·蘭博庫卡（Phumzile Mlambo-Ngcuka）都是祖魯人。

## 音乐
祖魯人的唱歌風格及他們所傳承恩古尼風格是值得一提的。音樂在非洲的大部份地方是被重視的，原因是音樂情感交流的交流，這是言語所不能做到的。祖魯音樂由節奏、旋律、和聲組成。
Maskandi及 Mbhaqanga（城區樂） 是其中的祖魯音樂種類。較為著名的Maskandi 音樂家有Phuzekhemisi及Mfazomnyama。
蜚聲國際的祖魯組合雷村黑斧合唱團是其中一個使祖魯音樂傳統傳揚於世的藝術家，這組合與保罗·西蒙合作灌錄專輯《Graceland》後，於世界巡迴演出，更獲頒2個葛萊美獎項。

## 语言
祖魯人使用的語言是祖鲁语。祖鲁语於南非是最多人採用的語言，超過一半的南非人口懂得祖鲁语(根據Ethnologue 2005)。很多祖魯人亦懂得英语、南非語及其他11種南非官方語言。

## 穿著
祖魯人穿著多種服飾，包括傳統祭典或慶典用的禮服，以及日常的現代西方服裝。
此外，女人依其單身、訂婚或已婚的身分，有不同的穿著。未婚的女人有資格展現她的身體為傲，不必遮羞，因此身上只穿用草或串珠等珠飾的短裙。訂了婚的女人可以把傳統的短髮留長，但會用一塊裝飾布遮蓋胸部，表示對未來夫家的尊重，也代表她名花有主了。已婚的婦女則包裹全身，暗示其他男人別碰。

## 參见
- 祖鲁语
- 英祖战争
- 英卡塔自由黨
- 雷村黑斧合唱團
- 恩古尼人
- 夏卡·祖魯
- 祖鲁内战
- 祖鲁国王列表